# Danny Boy
Danny Boy ist ein Lied des englischen Anwalts und Lieddichters Frederic Weatherly. Weatherly schrieb den Liedtext 1910 zunächst für eine andere Melodie, ersetzte diese aber wenig später durch die alte irische Volksweise A Londonderry Air, mit der das Lied dann bekannt wurde.
Die Ballade, in der es um den Abschied von einem geliebten Menschen und dessen Wiederkehr geht, ist vor allem im angelsächsischen Sprachraum und unter der irischen Diaspora sehr bekannt, wo es als inoffizielle Hymne der Iren verstanden wird.

## Lied
Das Lied Danny Boy ist von einer sehr großen Anzahl bekannter Künstler gesungen worden. Verbreitet sind auch die instrumentalen Arrangements, die Percy Grainger unter dem Titel Irish Tune from County Derry für verschiedene Ensembles erstellt hat – unter anderem für Blasorchester.
Auf verschiedene Weisen wurde versucht, die genaueren Umstände der im Text beschriebenen Abschiedsszene zu bestimmen, unter anderem durch Verweis auf den Auszug in einen Krieg oder das Verlassen Irlands während der großen Hungersnot. Auch die Beziehung der erzählenden Person zum Adressaten „Danny“ ist nicht eindeutig geklärt. Annahmen gehen von der (meistens rezipierten) Geliebten oder Verlobten, der Mutter, Vater, Schwester oder sogar dem Großvater (u. a. so von Jimmie Rodgers im Duett mit Johnny Cash interpretiert) als Protagonisten aus. Den Reiz und die Beliebtheit des Liedes dürfte es aber gerade ausmachen, dass hier unterschiedliche Erklärungsversionen möglich sind.
Der Titel des 2008 erschienenen Romans Ich werde hier sein im Sonnenschein und im Schatten von Christian Kracht beruht auf einem Vers des Liedes (zweite Strophe, dritte Zeile).
Der Animationsfilm Danny Boy von 2010 des polnischen Regisseurs Marek Skrobecki übernimmt Titel, Idee und Melodie des Lieds. Die Hauptfigur des dystopischen Kurzfilms findet sich in einer Welt voller egoistischer kopfloser Menschen.

## Text
Oh, Danny boy, the pipes, the pipes are calling

From glen to glen, and down the mountain side

The summer’s gone, and all the roses falling

‘Tis you, ‘tis you must go and I must bide.

But come ye back when summer’s in the meadow

Or when the valley’s hushed and white with snow

‘Tis I’ll be there in sunshine or in shadow

Oh, Danny boy, oh Danny boy, I love you so!

And when ye come, and all the flow’rs are dying

If I am dead, as dead I well may be

Ye’ll come and find the place where I am lying

And kneel and say an Ave there for me.

And I shall hear, though soft you tread above me

And all my grave will warmer, sweeter be

For you will bend and tell me that you love me,

And I shall sleep in peace until you come to me.
Oh Danny, Junge, die Dudelsäcke, die Dudelsäcke rufen

Von Schlucht zu Schlucht und von den Bergen herab.

Der Sommer ist vorbei und all die Rosen welken.

Du bist derjenige, der fort muss, und ich muss hier ausharren.

Solltest du zurückkommen, wenn der Sommer über den Wiesen steht

Oder wenn es still ist im verschneiten Tal,

Dann werde ich hier sein, bei Sonne oder Dunkelheit.

Oh Danny, Junge, oh Danny, Junge, ich liebe dich so sehr.

Wenn du aber zurückkommst, wenn all die Blumen verblüht sind,

Wenn ich dann tot bin, denn sterben kann ich allemal,

Dann wirst du hier den Ort finden, an dem ich ruhe,

Und du wirst dich hinknien und dort für mich ein Ave Maria beten.

Und ich werde dich hören, so leise du auch auftreten magst

Dann wird mein Grab wärmer und süßer sein als je zuvor.

Du wirst dich dann hinunterbeugen und mir sagen, dass du mich liebst,

Und ich werde in Frieden ruhen, bis du zu mir kommst.
Text aus McCourt: Danny Boy, S. 87 f.

## Aufnahmen (Auswahl)
- Glenn Miller (1940)
- Bing Crosby auf dem Album Merry Christmas (1941)
- Deanna Durbin im Film Die ewige Eva (1941)
- Al Hibbler (1950)
- Jackie Wilson auf dem Album He’s So Fine (1958)
- Conway Twitty (1959)
- Andy Williams auf dem Album Danny Boy and Other Songs I Love to Sing (1961)
- Evie Sands (1964)
- Patti LaBelle and the Bluebelles (1964)
- Jackie Wilson (1965)
- Ray Price (1967)
- Judith Durham (1968)
- Hazel O’Connor auf dem Album Sons and Lovers (1980)
- Eric Clapton auf dem Album Change the World (1992)
- John McDermott (1992)
- Sinéad O’Connor (1998)
- Eva Cassidy (2002) Nr. 10 Album
- Johnny Cash auf dem Album American IV: The Man Comes Around (2002) und zuvor auf dem Album Orange Blossom Special (1965)
- Keith Jarrett
- Bill Evans
- Heintje Simons – Ich denk an dich
- Freddy Breck – Wer kennt das Land
- Ulli Martin – Ein Traum wird wahr
- Monika Martin – Mein Liebeslied
- Eva Cassidy auf dem Album Imagine (2002)[5]
- Cliff Richard & Helmut Lotti (2003)
- The Seekers Album The Seekers (1964)[6]
- Thomas Quasthoff – Album A Romantic Songbook (2004)[7]
- Nigel Kennedy live in Bukarest (2012)[8]
- BYU Vocal Point – Alben Lead Thou Me On und Music Video Hits, Vol. 1 (mit einer zusätzlichen Strophe, 2012)
- Joyce DiDonato im Rahmen der Last Night of the Proms (2013)[9]
- Jacob Collier, BBC Radio 2 Live Session (2015)
- Renée Fleming im Rahmen der Trauerfeier für John McCain (2018)